# Фигерес Ольсен, Хосе Мария

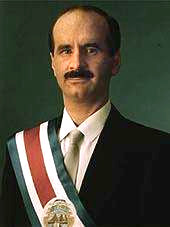

Хосе Мария Фигерес Ольсен (исп. José María Figueres Olsen; род. 24 декабря 1954, Сан-Хосе, Коста-Рика) — бизнесмен и политик, президент Коста-Рики в 1994—1998 годах. Начал карьеру инженером в агробизнесе. Через десять лет он поступил на государственную службу в качестве министра внешней торговли, а затем министра сельского хозяйства. В 1994 году стал самым молодым президентом страны в XX веке. Покинув пост президента, принимал участие в решении глобальных проблем, таких как изменение климата, устойчивое развитие и технологии. В 2000 году участвовал во Всемирном экономическом форуме в Швейцарии. С 2010 года является председателем независимой некоммерческой организации, ориентированной на глобальный переход к экономике с низким уровнем выбросов углерода.

## Биография

### Ранние годы и личная жизнь
Хосе Мария Фигерес — сын Хосе Фигереса Феррера (известного как Дон Пепе), трехкратного президента Коста-Рики. Его матерью была Карен Ольсен Бек, американский социальный работник, дочь датских иммигрантов, позже принявшая гражданство Коста-Рики. После отставки мужа с поста президента она была назначена послом в Израиль в 1982 году, а в 1990 году была избрана членом Конгресса.
Фигерес вырос в Ла-Лухе, фермерском сообществе, которое его отец Дон Пепе основал в 1928 году. Там Хосе Мария посещал государственную школу Сесилия Орлик Фигерас, прежде чем продолжить учёбу в Колледже Гумбольдта, а затем в средней школе Линкольна, в Сан-Хосе. У него было трое младших братьев и сестер — Кристиана, Мариано и Кирстен. Кристиана Фигерес была исполнительным директором Комиссии ООН по изменению климата, ответственным за международные переговоры. От первого брака отца Фигерас имеет старшего брата Марти и сестру Муни, которая занимала различные государственные должности, в том числе была послом Коста-Рики в Соединенных Штатах.
У Хосе Марии двое детей от первого брака с Жозеттой Альтман Борбон — Хосе Мария и Евгения. Брак Фигереса и Альтман был расторгнут, в настоящее время он женат на Синтии Беррокаль Кирос.

### Образование
Фигерос завершил высшее образование в Военной академии Соединённых Штатов (Вест-Пойнт), которую он окончил в 1979 году по специальности «Инженерное дело». В 1975 году он также окончил курс подготовки рейнджера армии США и был награждён почетной степенью.
Позже он продолжил научные исследования в Школе Джона Ф. Кеннеди в Гарвардском университете, окончив её в 1991 году со степенью магистра государственного управления. Во время учёбы в Гарварде Фигерес также посещал курсы в Гарвардской школе бизнеса и Гарвардской юридической школе.

### Политическая карьера
В 1986 году лауреат Нобелевской премии мира и президент Оскар Ариас (1986—1990) уполномочил Фигереса провести капитальную реорганизацию Национальной железнодорожной системы (ИНКОФЕР). Позже он был назначен министром в правительстве Ариаса, сначала внешней торговли, а затем — сельского хозяйства. По завершении периода правления Ариаса Фигерас продолжил свои научные исследования в Школе правительства Джона Ф. Кеннеди в Гарвардском университете, окончив её в 1991 году со степенью магистра государственного управления.
После учёбы в Гарварде Фигерес вернулся в Коста-Рику и заявил о своём намерении добиваться выдвижения своей кандидатуры на выборах президента от Партии национального освобождения. После напряжённых дискуссий Фигерес обошел пятерых своих конкурентов и был выдвинут от своей партии на выборы в феврале 1994 года, которые выиграл, набрав 49,6 % голосов. В свои 39 лет он стал самым молодым президентом страны в XX веке.

#### Президентство
По словам Леонардо Гарнье, министра планирования и экономической политики во время правления Фигереса, Хосе Мария способствовал устойчивому развитию системы правительственных учреждений. Его программа строилась на трех принципах: во-первых, преобразование экономики Коста-Рики в одну из наиболее продуктивных и производительных, уделяя особое внимание новым технологиям. Во-вторых, сплочения коста-риканского общества, открывающее возможности для всеобщего благополучия. В-третьих, развитие общества в гармонии с природой. Администрации Фигереса приписывают работу по продвижению и дальнейшей интеграции Коста-Рики в глобальную экономику.

#### Достижения правительства
Фигерес реформировал и реорганизовал многие государственные учреждения, в том числе закрыл некоторых из них, таких как Англо-Коста-риканский банк, связанный с обвинениями в коррупции, и Национальную железнодорожную систему, которая после реорганизации вновь была признана несостоятельной. Последнее решение было отменено следующими администрациями, которые инвестировали в модернизацию железных дорог. Администрация Фигереса внесла свой вклад в открытие представительства корпорации Intel в Коста-Рике.
Его администрация также приступила к осуществлению ряда инициатив по улучшению национального образования, включая конституционную реформу, одобренную Конгрессом, для выделения 6 % ВВП на государственное образование. Английский язык стал вторым языком в государственных школах с первого уровня, в средних школах были открыты компьютерные лаборатории.
В течение своего срока правительство Фигереса учредило EBAIS (Primary Groups of Basic Health Care) — эффективную систему профилактической медицины в сельских сообществах.

#### Неудачи правительства
Среди наиболее критикуемых инициатив Фигереса следует отметить:
- отказ от социал-демократических ценностей своей партии в пользу более экономически либеральной политики,
- закрытие старейшего государственного Англо-Коста-риканского банка,
- прекращение работы Национальной железнодорожной системы и реформирование многих других правительственных учреждений, создававших рабочие места,
- реформирование специального пенсионного фонда для учителей, ухудшившее их социальное обеспечение,
- согласованность внешней политики с Центральной Америкой как неотъемлемый элемент большей открытости для мировой экономики.

### Скандалы

#### Дело «Chemise»
В 1991 году, когда Фигерес считался возможным претендентом на пост президента, братья Давид и Хосе Ромеро опубликовали книгу, в которой обвинили Фигереса в участии в расправе над торговцем наркотиками по имени Хосе Хоакин Ороско, известном как «Chemise». Эти события были датированы 7 марта 1973 года. Фигерес обвинил братьев Ромеро в клевете, но в 1993 году суд оправдал их, признав основным источником информации бывшего сотрудника службы по борьбе с наркотиками Вальтера Кампоса. В 1998 году другой суд приговорил братьев Ромеро к семи годам тюремного заключения за ложные обвинения, но решение было обжаловано и отменено по процедурным причинам. В 2000 году, спустя два года после отставки Фигереса, судебное разбирательство закончилось примирением между братьями Ромеро и адвокатами Фигереса.

#### Религия
В середине президентской кампании Фигереса анонимные утверждения, что Фигерес не был католиком, получили широкое распространение и подхвачены средствами массовой информации. Конституция Коста-Рики устанавливает католическую веру как официальную государственную религию. Чтобы развеять эти слухи, монсеньор Роман Арриета, архиепископ Сан-Хосе и президент епископальной конференции, официально заявил, что Хосе Мария Фигерес был крещён по римско-католическому обряду.

#### Alcatel
В 2004 году генеральный прокурор Коста-Рики открыл официальные расследования в отношении двух других бывших президентов в связи с предполагаемыми финансовыми проступками. Оба были арестованы. Вскоре после этого СМИ заявили, что Фигерес также получал платежи от корпорации Alcatel. Сообщалось, что Фигерес получил почти 900 тыс. долларов США в течение трех лет консалтинговой работы на Alcatel, которая началась через два года после его президентства. Фигерес раскрыл все свои финансовые дела и попросил Службу внутренних доходов Коста-Рики рассмотреть свои налоговые декларации. После этого просмотра Фигерес внес поправки в свои налоговые документы, включив доход, полученный за пределами Коста-Рики, который не облагается налогом Коста-Рики, и заплатил 67,2 млн коста-риканских колонов в виде налогов.
Комиссия Конгресса взяла на себя обязательство расследовать обвинения. Комиссия по контролю за государственными доходами и расходами пригласила Фигереса. 6 сентября 2005 года судья Мария Моралес из первого окружного суда Коста-Рики вынес решение в пользу Фигереса и против процедур Комиссии Конгресса.
Фигерес никогда не вызывался и не обвинялся Генеральной прокуратурой. 19 сентября 2007 года Генеральный прокурор официально объявил, что нет оснований для каких-либо обвинений против Фигереса.

#### Райские документы
В ноябре 2017 года расследование, проведенное Международным консорциумом журналистов-расследователей, указало имя Фигереса в списке политиков из Райского досье, имевших тайные счета.